# Collegio Ghislieri

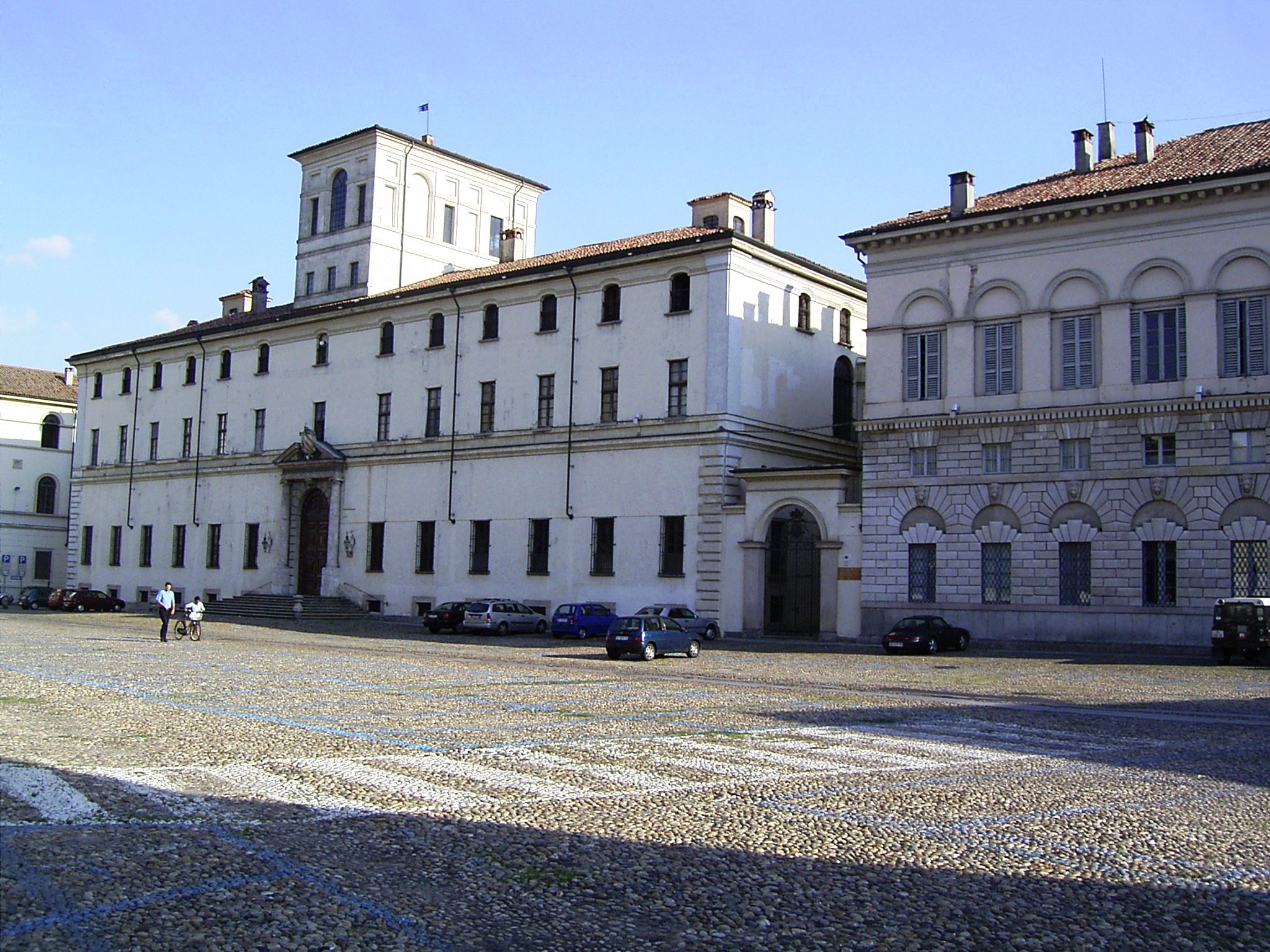
Collegio Ghislieri

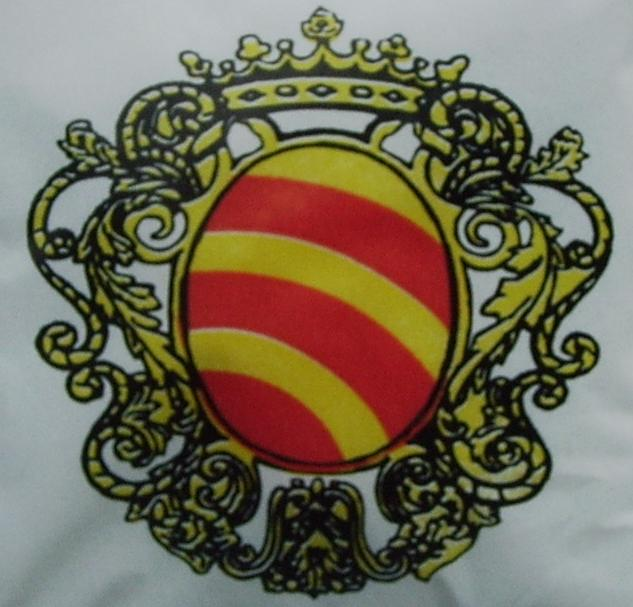
Wappen des Collegio Ghislieri

Das Collegio Ghislieri ist ein Studenteninternat in Pavia, das kurz nach dem Collegio Borromeo gegründet wurde, traditionell einen sehr guten Ruf hat und eine lange Geschichte besitzt. Das Collegio ist Mitbegründer des IUSS (Istituto Universitario di Studi Superiori) von Pavia.

## Geschichte
Es wurde 1567 auf Betreiben von Papst Pius V. gegründet, dessen Geburtsname Antonio Michele Ghislieri lautete, und war traditionell für männliche Studenten gedacht.
Im Jahr 1569 stattete der Papst das Kollegium mit eigenen finanziellen Ressourcen aus, indem er ihm die Herrschaft Lardirago übertrug, mit all ihren weitläufigen landwirtschaftlichen Flächen und der Schloss, die bis dahin dem Kloster San Pietro in Ciel d'Oro gehört hatte.
Im Jahr 1771 ging auf Anordnung der Kaiserin Maria Theresia die Kontrolle über das Kollegium von der adligen Familie Ghislieri auf die Regierung über, wodurch sich der Charakter des Kollegiums veränderte und es säkularer wurde.
Im Jahr 1803 wurde das Kollegium von der Italienischen Republik beschlagnahmt und in die theoretisch-praktische Artillerieschule umgewandelt, die bis 1814 bestand. Mit der Rückkehr der österreichischen Monarchie wurde das Kollegium 1818 wiederhergestellt.
1965 wurde auch ein Trakt für Studentinnen eingerichtet, der nach Sandra Bruni benannt wurde.
Das Collegio steht heute unter der Schirmherrschaft des italienischen Präsidenten und ist vom Ministerium für Unterricht, Universitäten und Forschung als Einrichtung von hoher kultureller Qualifikation anerkannt. Es nimmt Studenten der Universität Pavia auf, die sich durch besondere Leistungen in einem öffentlichen, jährlichen Aufnahmetest ausgezeichnet haben.
Ferner betreibt das Collegio Ghislieri Austauschprogramme mit der Johannes Gutenberg-Universität Mainz, dem Maximilianeum in München, dem St John’s College in Cambridge, dem St Hugh’s College in Oxford, der École normale supérieure in Paris, der Universität Straßburg, der Universität Genf, der Universität Zürich und der University of Oregon in den USA.
Unter den Personen, die im Collegio während seiner langen Geschichte gewohnt haben, sind der Komödiendichter Carlo Goldoni, der Psychoanalytiker Johannes Cremerius, der Staatsmann Giuseppe Zanardelli, der Gründer der Katholischen Universität vom Heiligen Herzen in Mailand Agostino Gemelli, der Historiker Ugoberto Alfassio Grimaldi, der Jurist Guido Rossi, der vor allem als außerordentlicher Kommissar des italienischen Fußballverbandes FIGC während des großen Fußball-Skandals in Italien von 2005/2006 bekannt ist, und Virginio Rognoni, ehemaliger italienischer Innen-, Justiz- und Verteidigungsminister und Vizepräsident des Consiglio Superiore della Magistratura (CSM).

## Bauwerk

### Der Palast
Der Bau des Palastes, der das Collegio Ghislieri beherbergen sollte, wurde 1571 unter der Leitung von Pellegrino Tibaldi begonnen, einem der bedeutendsten Architekten jener Zeit, der die Arbeiten bis 1585 überwachte, als er von Philipp II. nach Spanien berufen wurde.
Der strenge Geist der Gegenreformation durchdringt das gesamte Gebäude, beginnend mit der schlichten Fassade, deren einzige dekorative Elemente das prächtige Portal aus Serizzo und Macchiavecchia di Arzo, römischer Schule, sowie der Laternenturm sind.
Im Geiste von Papst Pius V. entwarf der Architekt ein imposantes, aber zugleich funktionales Gebäude, das auf das gemeinschaftliche Leben ausgerichtet war. Diese Zweckbestimmung zeigt sich in der zentralen Bedeutung des von gepaarten Granitsäulen aus Baveno getragenen Kreuzgangs, dessen Ecken durch Pfeiler verstärkt sind, sowie in dem großen Korridor im Hauptgeschoss, an den die Zimmer der Schüler angrenzen und der durch zwei große Loggien Licht erhält.
Die Kapelle des Kollegs wurde von Pellegrino Tibaldi entworfen und erst zu Beginn des 17. Jahrhunderts fertiggestellt, nachdem ein weiterer berühmter Architekt jener Zeit, Alessandro Mollo, daran gearbeitet hatte.
Das Atrium, durch das man die Kapelle betritt, ist dem heiligen Pius gewidmet und beherbergt zahlreiche Gemälde aus dem 16. Jahrhundert, insbesondere: Die Wunder des heiligen Pius V. von Luigi Pellegrini Scaramuccia (1616–1680), Der heilige Pius befreit die Besessene von Giovanni Peruzzini (1629–1694) und Die Vision des Pius V. von der Schlacht von Lepanto von Giovanni Battista del Sole (1615–1673).
Das Oratorium mit zentralem Grundriss wird von einer Kuppel mit acht Segmenten und einer Laterne überragt. Auf dem Altar sticht das Altarbild Die Geburt Christi, der heilige Hieronymus und Pius V. (um 1620) hervor, ein Werk von Guglielmo Caccia.
Die Herrlichkeit des Gründers wird im Kolleg durch zahlreiche Porträts gefeiert, darunter das Porträt von Papst Pius V. von Scipione Pulzone, das in den Räumlichkeiten der Verwaltung des Kollegs und in der Wohnung des Rektors aufbewahrt wird, sowie durch Skulpturen. Unter diesen ist besonders die bronzene Statue von Francesco Nuvolone hervorzuheben, die auf das Jahr 1692 datiert ist und im Zentrum der Piazza Ghislieri vor der Fassade des Kollegs steht. Das Werk wurde in Rom von Francesco Ferreri gegossen und gelangte über den Tiber und das Meer zunächst nach Genua, bevor es nach der Überquerung des ligurischer Apennin schließlich Pavia erreichte. Es zählt zu den Meisterwerken der barocken Skulptur und spiegelt in seiner Intensität die Erhabenheit von Gian Lorenzo Bernini wider, an dem sich Francesco Nuvolone, ursprünglich aus dem Kanton Tessin, orientierte.

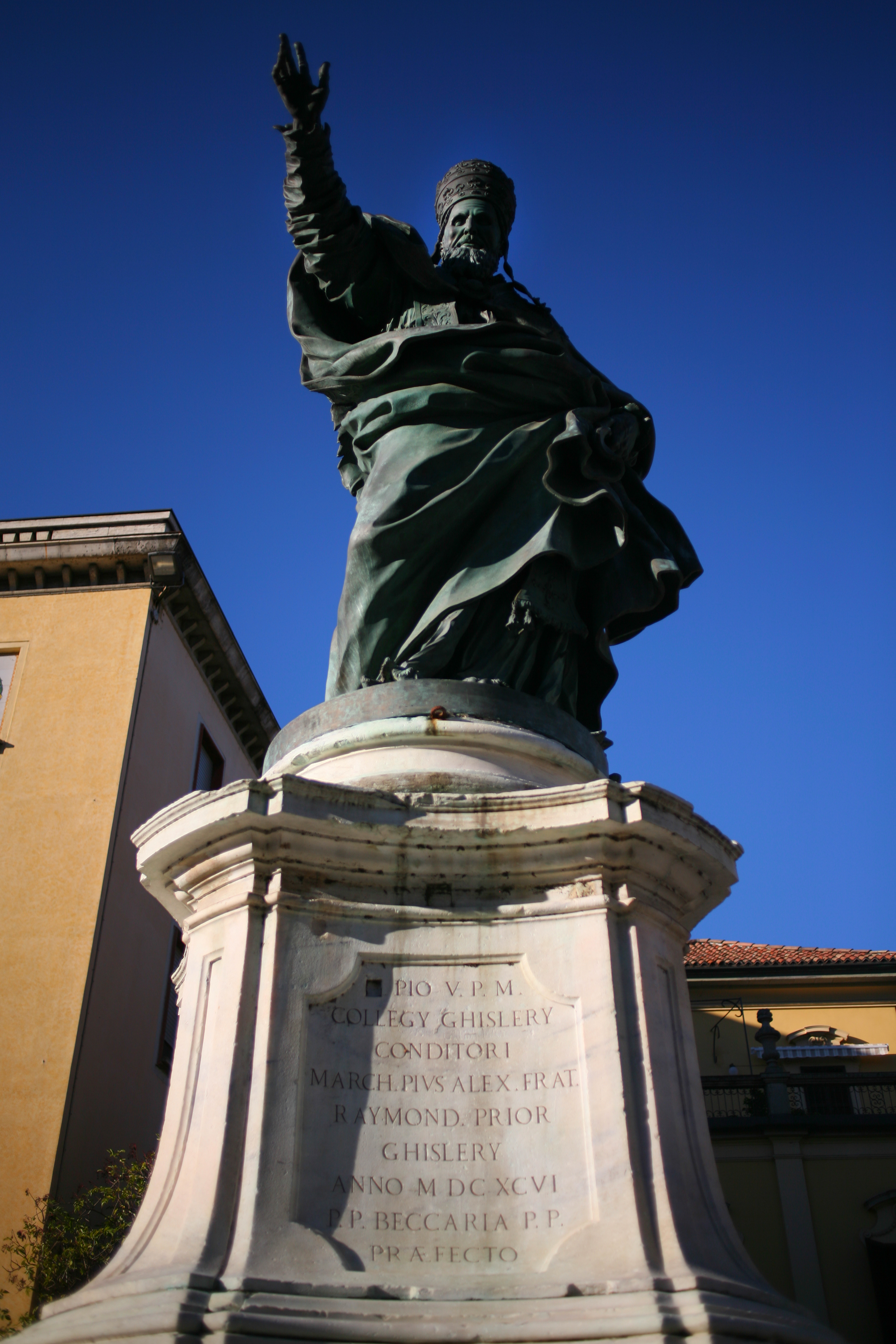
Francesco Nuvolone, Statue von Papst Pius V., 1692.
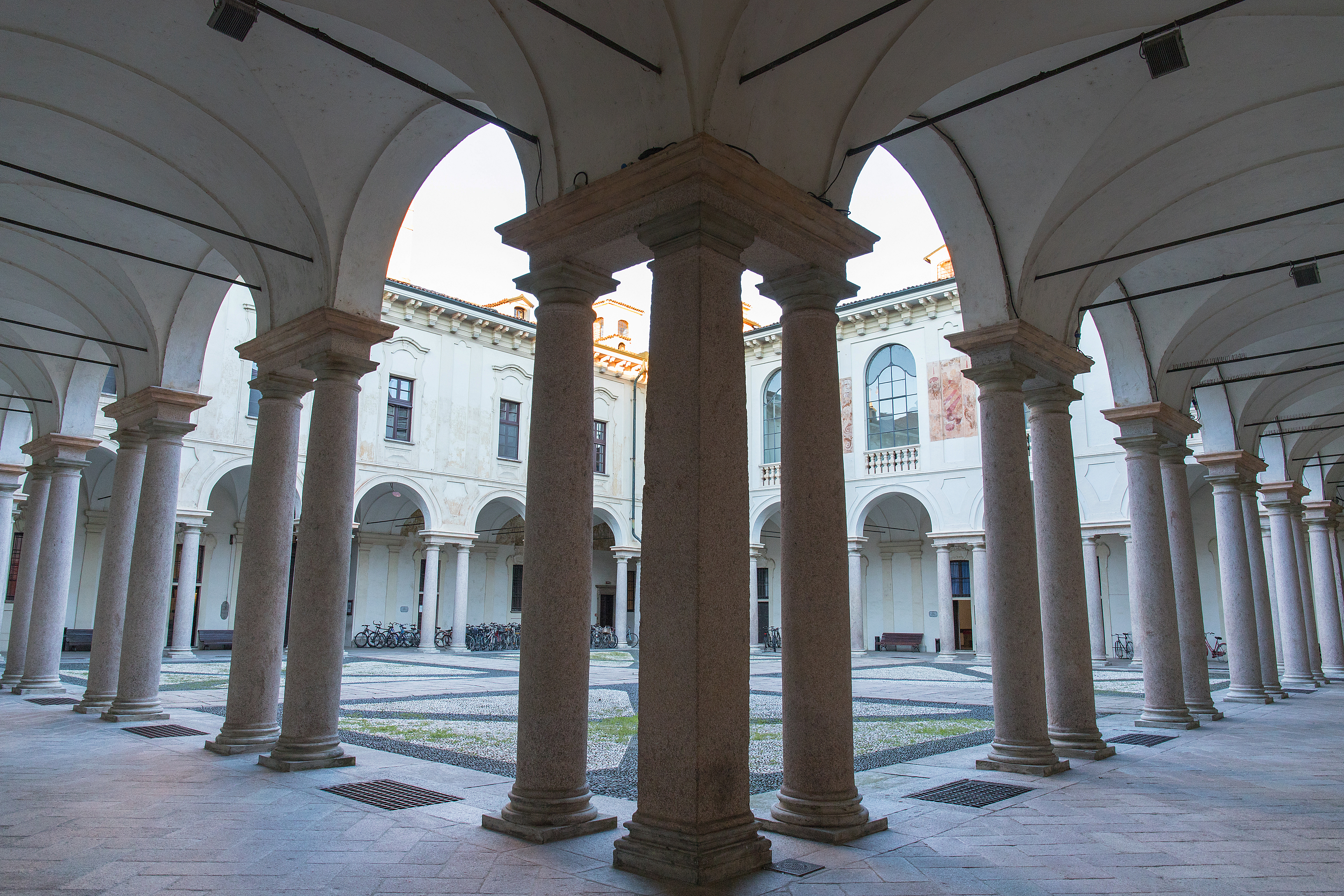
Der Innenhof des Kollegpalastes.
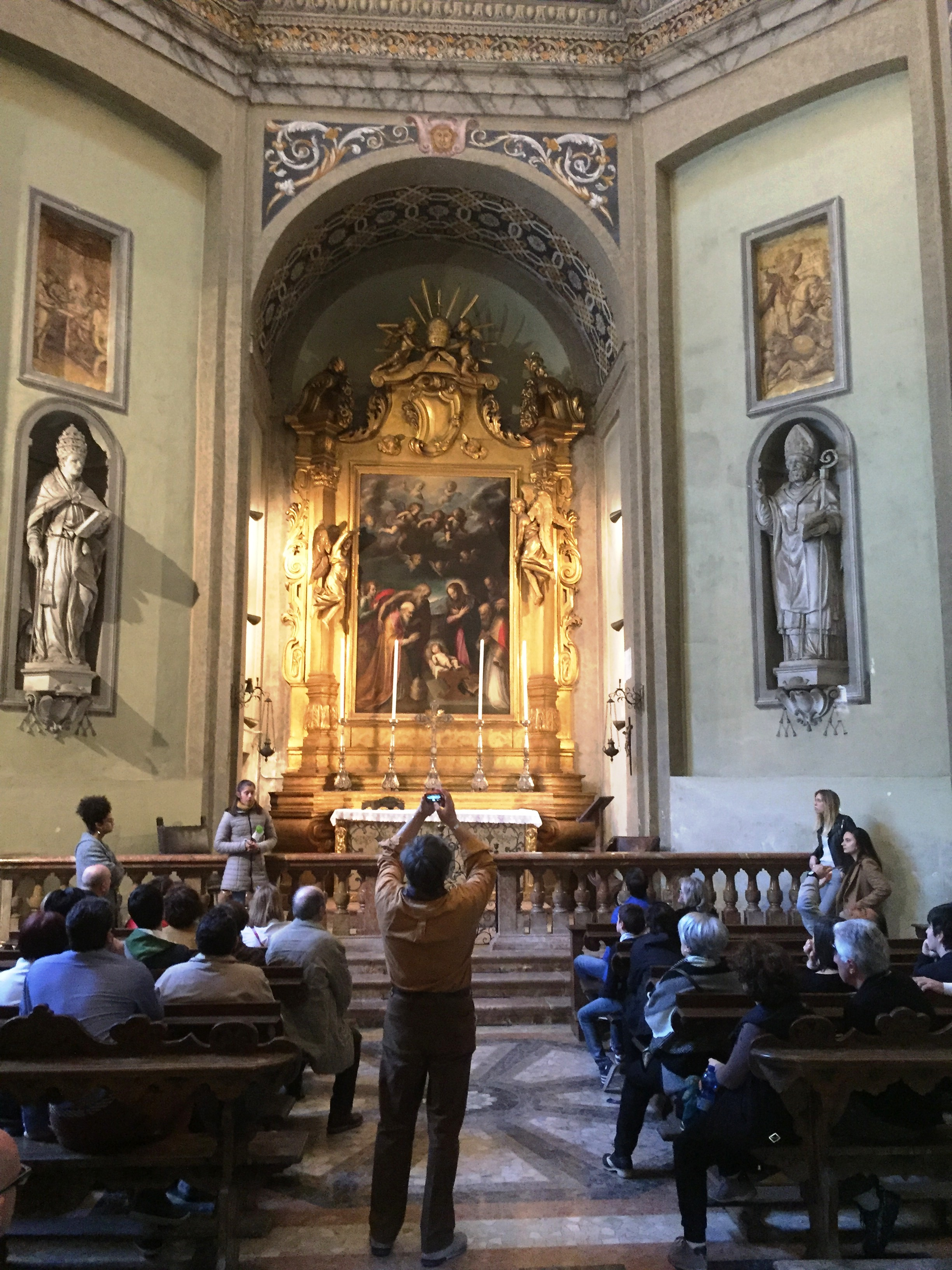
Die Kapelle des Kollegs.
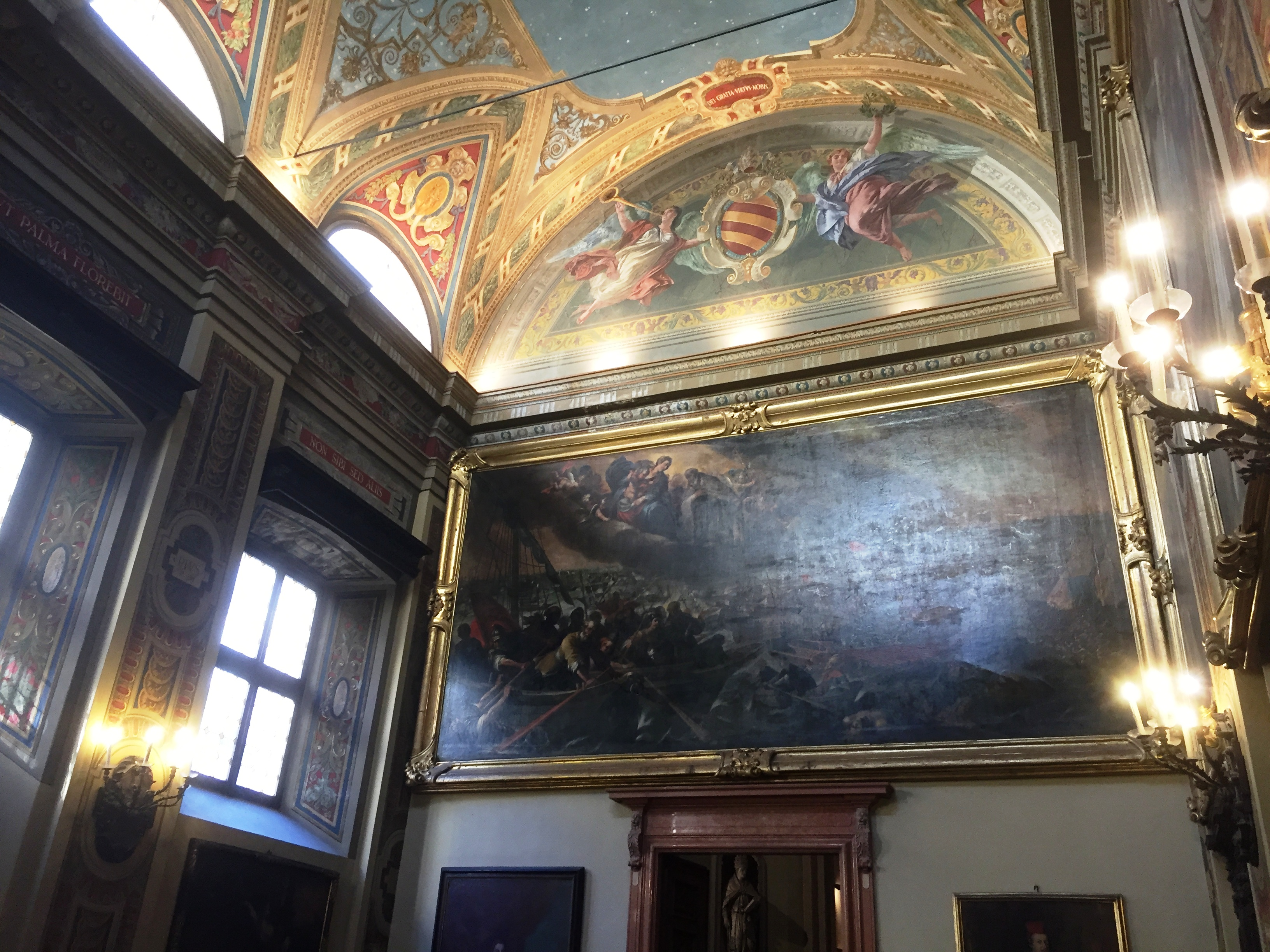
Einer der Innenräume des Kollegs.
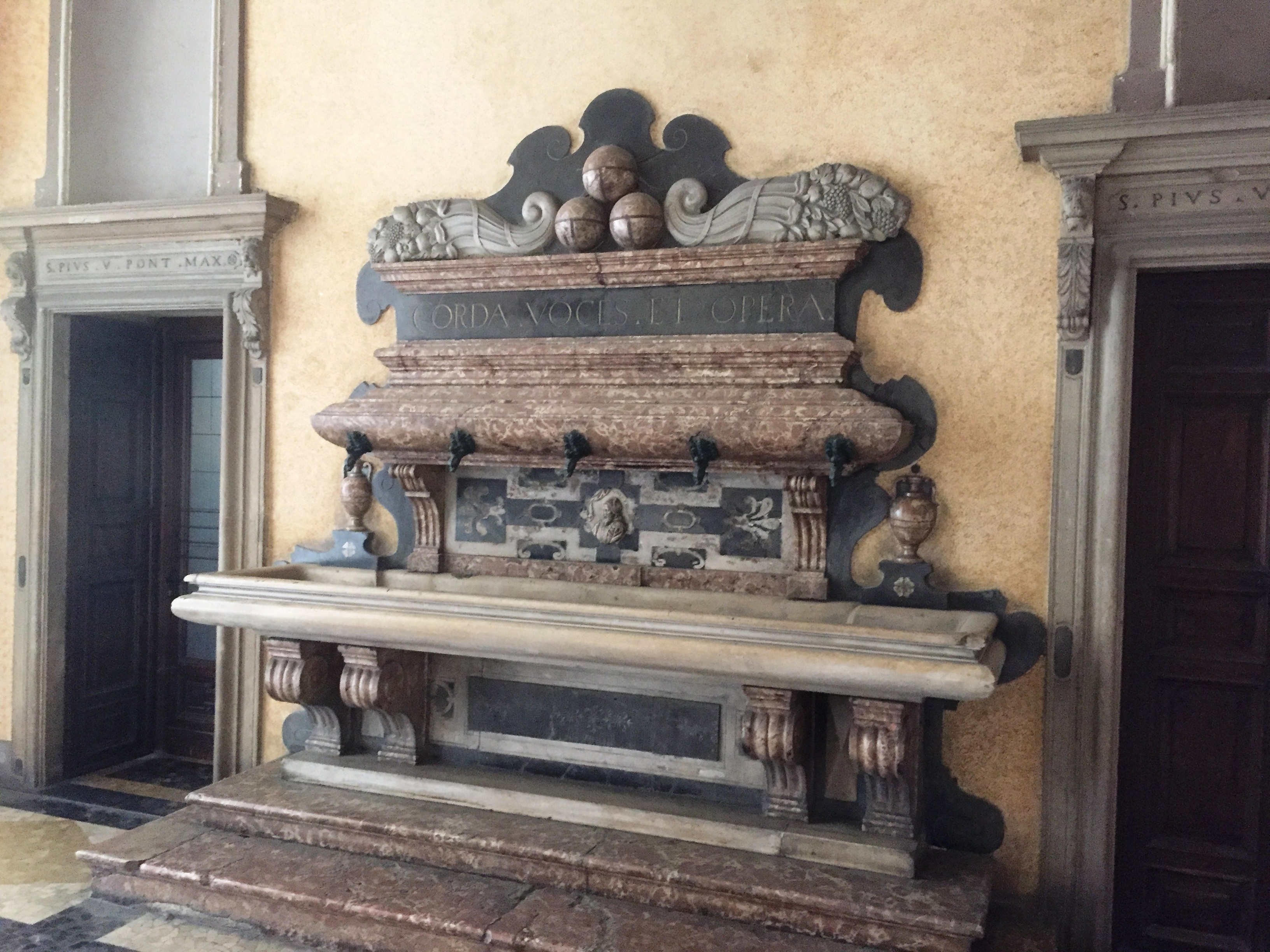
Das Waschbecken, 1600–1610.

### Palazzo della Scuola di Disegno
Neben dem Gebäude des Kollegs befindet sich das Gebäude der Zeichenschule, das heute von den Verwaltungsbüros des Kollegs genutzt wird. Das Gebäude wurde 1806 nach einem Entwurf von Pietro Gilardoni als Waffenarsenal und Zeichenschule für die Schüler der theoretisch-praktischen Artillerieschule errichtet, die im Kollegiumsgebäude untergebracht war. Im Jahr 1814, mit der Rückkehr der österreichischen Monarchie, wurde das Gebäude bis 1816 vom Militär genutzt, bevor es dem Kollegium Ghislieri überlassen wurde.
Das Gebäude präsentiert sich als quaderförmiger Bau mit einer soliden Bossenwerk-Basis. Es ist horizontal durch ein Gesimsband unterteilt, das die gleiche Gliederung wie das Kollegiumsgebäude wiederholt. Charakteristisch ist der regelmäßige Rhythmus der drei Fensterreihen, die von Lünetten mit Löwenkopfdekoration aus Viggiù-Stein überragt werden. Im obersten Stockwerk öffnete sich das Mauerwerk ursprünglich in eine Loggia mit weiten Rundbogenöffnungen, die zwischen 1824 und 1825 von Giuseppe Marchesi zu Fenstern umgebaut wurden.

### Aula Magna
Die Aula Magna befindet sich in der ehemaligen Kirche San Francesco di Paola. Die Kirche wurde 1715 neben dem Kloster der Paulaner-Mönche des Heiligen Franz von Paola nach einem Entwurf des Architekten Giovanni Antonio Veneroni errichtet. Obwohl sie 1721 geweiht wurde, wurde das Gebäude erst 1738 fertiggestellt, als die Fassade, die vom Stil Francesco Borromini inspiriert ist, vollendet wurde. Im Jahr 1788 wurde sie durch die von Kaiser Joseph II. veranlasste Reform der Stadtpfarreien zur Pfarrei erhoben, aber 1805 unter dem Königreich Italien aufgehoben und als Waffenlager für die nahegelegene Theoretisch-Praktische Artillerieschule genutzt. Nach 1846 beherbergte sie die Städtische Zeichenschule und den ersten Kern des Archäologischen Museums.
Angesichts des Bedarfs an größeren Räumlichkeiten für seine kulturellen Initiativen hat das Kollegium vom Gemeinderat von Pavia das Gebäude für 99 Jahre im Erbpacht erhalten und im Gegenzug seine Restaurierung übernommen. Die Arbeiten, die die ursprünglichen architektonischen Dimensionen und die Eleganz des gesamten Gebäudes wiederherstellten, fanden von 1997 bis 2001 statt.
Die Aula Magna, die anlässlich des jährlichen Treffens von San Pio im Jahr 2002 eingeweiht wurde, bietet Platz für bis zu 350 Personen und beherbergt Begegnungen mit Institutionen, Konferenzen und Vorlesungen, Theater- und Musikaufführungen. Besonders erwähnenswert ist in diesem Zusammenhang die künstlerische Saison von Ghislierimusica.

### Die Bibliothek
Die Bibliothek des Collegio Ghislieri mit ihren 130.000 Bänden zählt zu den größten privaten Büchersammlungen Europas. Ihre Ursprünge sind umstritten und noch nicht eindeutig geklärt: Es wurde die Hypothese aufgestellt, dass Papst Pius V. selbst das Ghislieri bei der Gründung des Kollegs mit einer bestimmten Anzahl von Büchern ausgestattet hat, die eigens dafür erworben wurden. Eine andere Theorie besagt, dass der ursprüngliche Bestand der Bibliothek durch die Übertragung von Werken aus anderen Institutionen entstanden ist – etwa den Bänden aus dem Besitz des Abtes von San Pietro in Ciel d’Oro, die nach 1569 ins Kolleg gelangten. Zu diesem ursprünglichen Bestand könnten einige der ältesten Werke und wertvollsten Inkunabeln gehören, wie das unschätzbare Hypnerotomachia Poliphili von Francesco Colonna (1499).
In der zweiten Hälfte des 18. Jahrhunderts profitierte auch Pavia von der kulturellen Erneuerung, die Kaiserin Maria Theresia einleitete und die auf die Förderung der universitären Studien und Forschung abzielte. Dank der finanziellen Unterstützung der Wiener Regierung begann Abt Gregorio Fontana, der die Bibliothek ab 1768 leitete, den Bestand erheblich zu erweitern, wobei der Schwerpunkt auf dem Erwerb wissenschaftlicher Werke sowie auf Zeitschriften und Mitteilungen der wichtigsten europäischen Akademien lag. Im Zuge der Neuorganisation der Universität Pavia wurde die Bibliothek 1771 zunächst in den Palazzo Malaspina verlegt und später mit der Universitätsbibliothek zusammengelegt, in die sie 1778 endgültig überführt wurde.
Zahlreiche Hinweise – wie die nachweisbare, ununterbrochene Präsenz vieler Werke aus den ältesten Beständen im Kolleg – deuten jedoch darauf hin, dass die Übertragung nur teilweise erfolgte. Glücklicherweise wurde dieser Verlust durch die nahezu gleichzeitige Überführung eines Teils des Bibliotheksbestands der aufgelösten Gesellschaft Jesu an das Ghislieri ausgeglichen. Diese Werke stammten insbesondere aus den Klöstern in Mailand, Pavia, Lodi und Wien und gelangten entweder direkt oder über die Biblioteca Braidense ins Kolleg.
Nach der Übertragung von 1778 beauftragte das Kolleg Gregorio Fontana mit der Wiederherstellung der Bibliothek. Seitdem enthält das jährliche Budget des Ghislieri einen festen Posten für die Bibliothek, die jedes Jahr um Tausende neuer Bände wächst. Neben den erworbenen Büchern sind auch jene zu erwähnen, die durch Schenkungen von Alumni, Rektoren und Wohltätern hinzugekommen sind. Diese Werke werden in speziellen Sammlungen aufbewahrt und machen die Vermächtnisse der bedeutendsten intellektuellen Persönlichkeiten des Kollegs zugänglich.

### Castello di Lardirago
Im Jahr 1569 schenkte Papst Pius V. dem Kolleg das Lehen von Lardirago mit seinem Schloss sowie das Lehen von Gerenzago, die beide seit dem 10. Jahrhundert im Besitz des Klosters San Pietro in Ciel d'Oro gewesen waren. Damit wurden die notwendigen Einkünfte gesichert, um die institutionellen Aufgaben des Ghislieri zu erfüllen, sowie eine Verwaltungsautonomie gewährleistet, die über die Jahrhunderte hinweg nie verloren ging.
Das Schloss von Lardirago, das im 12. und 13. Jahrhundert als Verteidigungsanlage entstand, wurde unter Gian Galeazzo Visconti zu einer herrschaftlichen Residenz umgebaut und kehrte erst 1402 unter die Kontrolle des Klosters San Pietro in Ciel d'Oro zurück. Durch verschiedene Bauphasen geprägt, erhielt es seine heutige Gestalt gegen Ende des 14. Jahrhunderts, ausgehend vom ursprünglichen romanischen Kern der Kapelle San Gervasio, die Fresken aus dem 11. und 12. Jahrhundert bewahrt.
Das Collegio Ghislieri hat die Restaurierung des Schlosses gefördert und finanziert, um es als Sitz für zahlreiche kulturelle Aktivitäten zu nutzen: Kongresse und Tagungen, Spezialisierungskurse und Fortbildungen, wissenschaftliche Seminare und Ausstellungen.

### Ca' della Paglia
Gegen Ende des 20. Jahrhunderts begann das Ghislieri mit dem Bau einer neuen, modernen Struktur in Pavia, die als Ca' della Paglia bekannt wurde und 1999 eingeweiht wurde. Das Grundstück wurde etwa 1975 auf Wunsch der Gründerin der weiblichen Sektion, Sandra Bruni Mattei, erworben. Zunächst war Ca' della Paglia dafür vorgesehen, junge Absolventen, einschließlich ausländischer Studierender, aufzunehmen, die hauptsächlich in Forschungsprogrammen tätig waren oder in Spezialisierungs- und Masterstudiengängen eingeschrieben waren.
Die Fondazione Ghislieri hat dieses Gebäude dann in ein Leistungsstipendium umgewandelt, das erste seiner Art in Italien, das speziell für Studierende und junge Forscher im dritten akademischen Studienzyklus (der achten Stufe der International Standard Classification of Education) konzipiert wurde. Das Collegio Ca' della Paglia richtet sich daher hauptsächlich an Doktoranden, Fachspezialisten, Masterstudierende und internationale Studierende. Im Gegensatz zu anderen Kollegien mit Leistungsstipendium hat es als Hauptziel, Aus- und Weiterbildungsangebote für Absolventen zu bieten, die entweder eine akademische Laufbahn anstreben oder sich in der beruflichen Ausbildung befinden. Es bietet auch Unterkunft und Ausbildungsaktivitäten für Studierende von ausländischen Universitäten, die für kürzere oder längere Zeit in Pavia studieren.

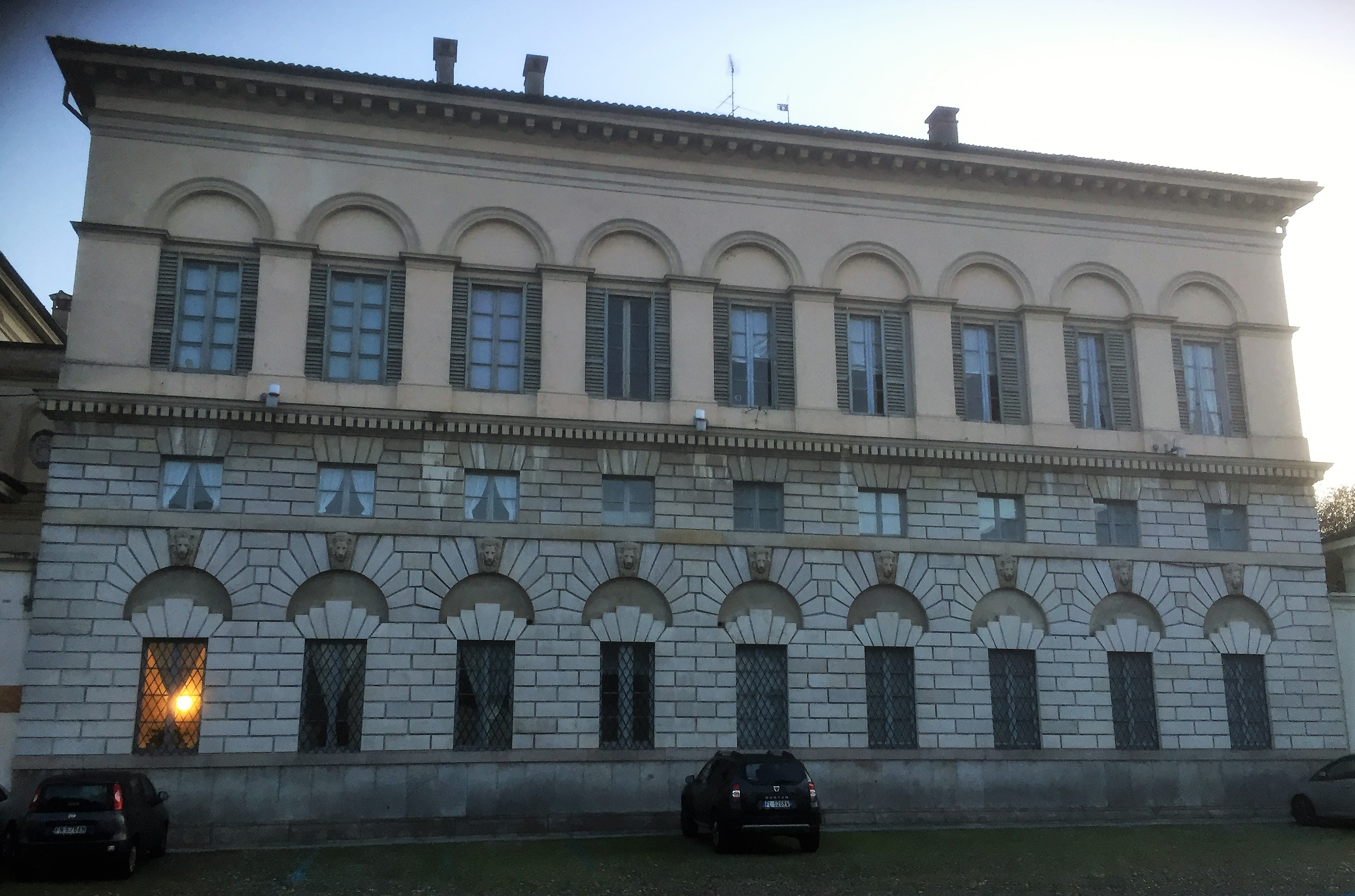
Pietro Gilardoni, Palazzo della Scuola di Disegno, 1806.
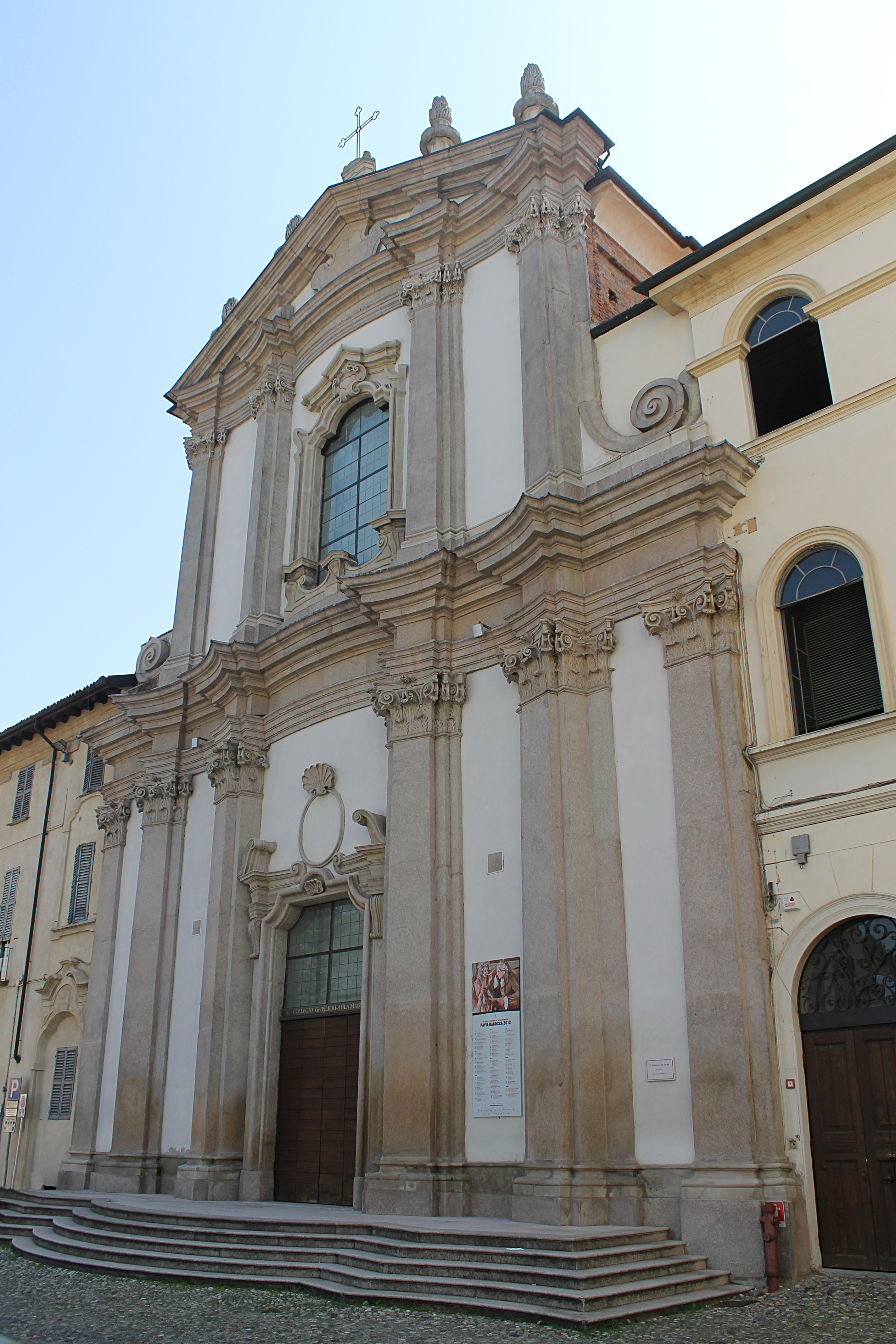
Die Aula Magna, ehemalige Kirche San Francesco da Paola, 1715–1738.
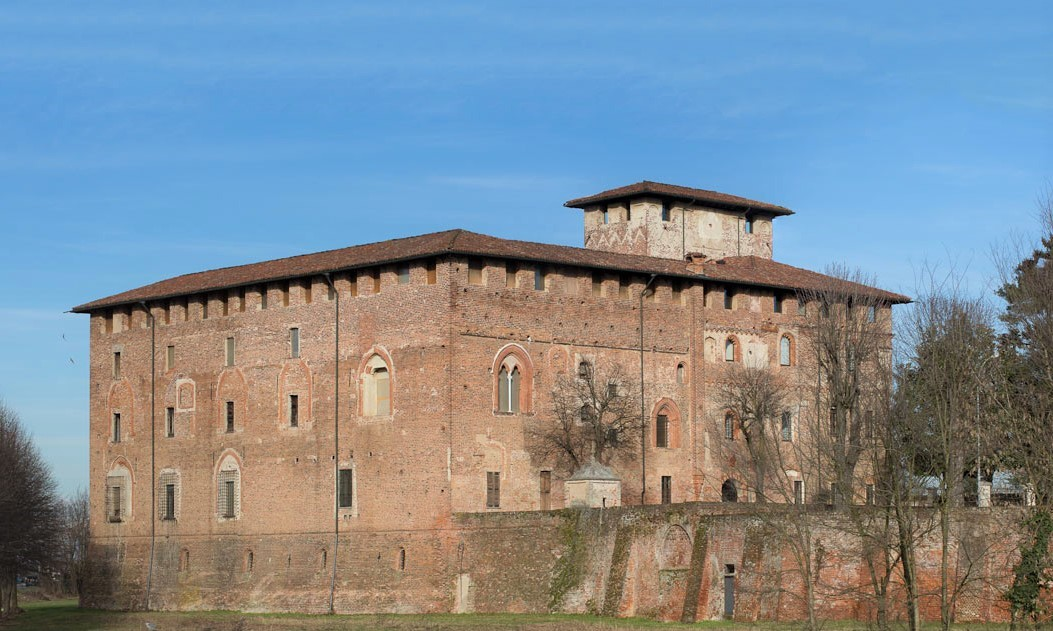
Castello di Lardirago.
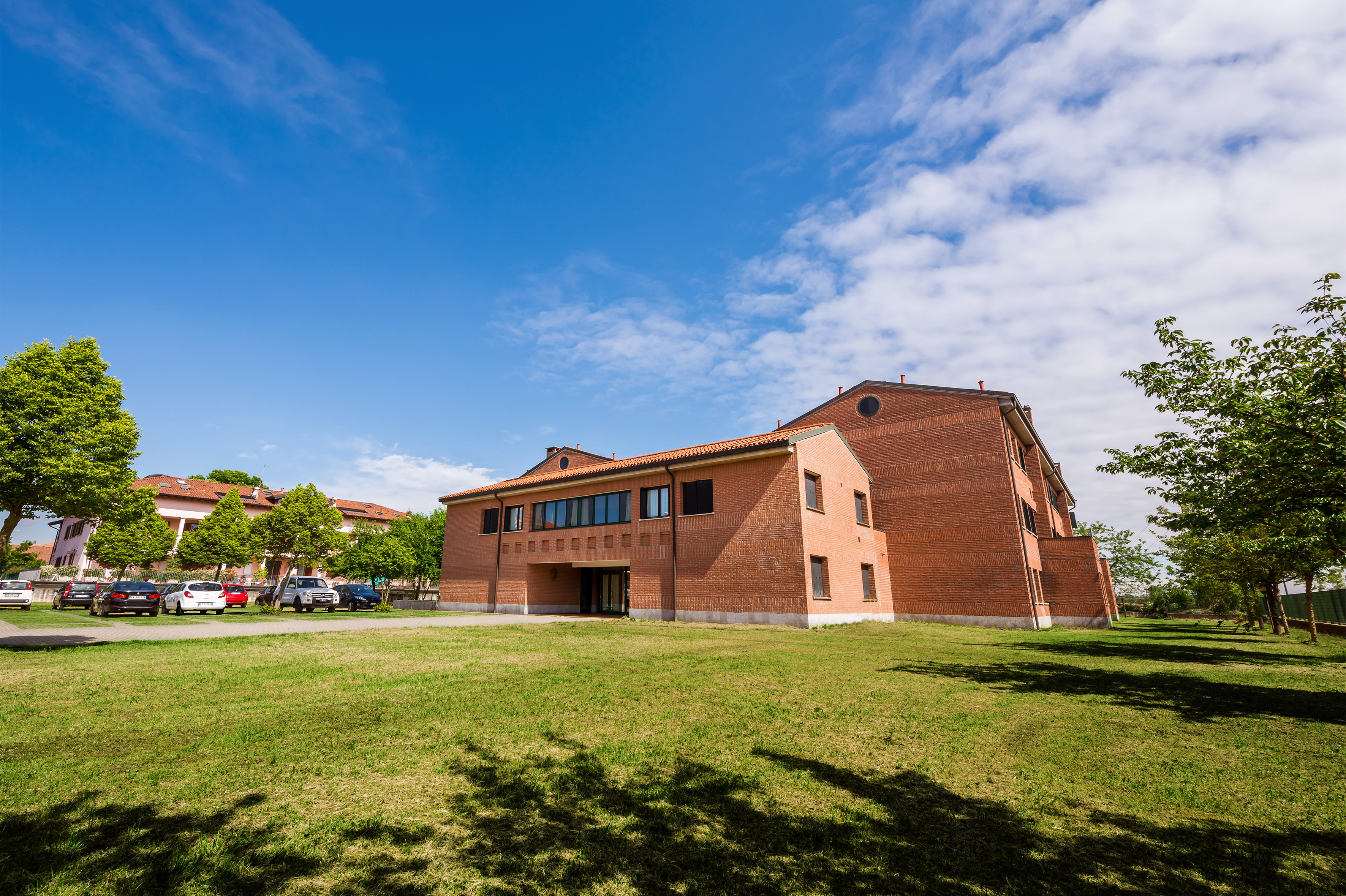
Ca’ della Paglia.